# Gyöngyös törpekuvik
A gyöngyös törpekuvik (Glaucidium perlatum) a madarak osztályának a bagolyalakúak (Strigiformes) rendjéhez, a bagolyfélék (Strigidae) családjához tartozó faj.
A magyar név forrással nincs megerősítve.

## Előfordulása
Botswana, a Dél-afrikai Köztársaság és Zimbabwe területén honos. Nyílt és a tüskés szavannák lakója. Kerüli a sűrű erdőket.

## Alfajai
- Glaucidium perlatum diurnum
- Glaucidium perlatum kilimense
- Glaucidium perlatum licua
- Glaucidium perlatum perlatum

## Életmódja
Madarakra, kisemlősökre és rovarokra vadászik.

## Szaporodása
Más madarak által készített fákba készített üregekben fészkel. Fészekalja 2-4 tojásból áll.

## Külső hivatkozás
- Képek az interneten a fajról[halott link]
- Internet Bird Collection - videók a fajról. [2012. március 7-i dátummal az eredetiből archiválva].
- Xeno-canto.org - a faj hangja és elterjedési területe[halott link]